# Latifa Gafsi
Pour les articles homonymes, voir Gafsi.
Latifa Gafsi (arabe : لطيفة القفصي) est une actrice tunisienne.

## Filmographie

### Cinéma
- 2006 : La télé arrive de Moncef Dhouib
- 2010 : Fin décembre (ar) de Moez Kamoun (ar)[1]
- 2012 : Patience amère (Suçon) de Nasreddine Shili
- 2013 : Bastardo de Nejib Belkadhi
- 2019 : Porto Farina d'Ibrahim Letaïef : Zina

### Télévision

#### Séries
- 1992 : El Douar (ar) d'Abdelkader Jerbi : Rekaia
- 1994 : Amwej de Slaheddine Essid
- 1996 : El Khottab Al Bab de Slaheddine Essid et Ali Louati : mère d'un patient de Souad (épisode 8 de la saison 1)
- 2000 : Mnamet Aroussia de Slaheddine Essid : Lellahom Chared
- 2003 : Ikhwa wa Zaman de Hamadi Arafa : Mna
- 2004 : Loutil de Slaheddine Essid
- 2005 :
  - Choufli Hal de Slaheddine Essid
  - Café Jalloul de Lotfi Ben Sassi et Imed Ben Hamida : Dhahbia alias Dhahbi
- 2007 : Kamanjet Sallema de Hamadi Arafa : Salha
- 2008 : Sayd Errim d'Ali Mansour : Sallouha
- 2010 :
  - Dar Lekhlaa d'Ahmed Rjeb et Nabil Bessaïda : Rebh
  - Min Ayam Mliha d'Abdelkader Jerbi
- 2011 : Tawla w Kressi de Ridha Béhi
- 2012 :
  - Café Mexico de Rafik Meddeb
  - Onkoud El Ghadhab de Naïm Ben Rhouma : Cherifa
  - Bab El Hara 2100 de Haifa Mohamed Araar
- 2013 : Njoum Ellil (saison 4) de Mehdi Nasra
- 2013-2017 : Nsibti Laaziza de Slaheddine Essid et Younes Ferhi[2] : Jemâa Belaïd
- 2014 : Ikawi Saadek d'Émir Majouli et Oussama Abdelkader : Ommi Lella Barkéna, mère de Miloud
- 2014-2015 : Bent Omha de Youssef Milad et Mokhless Moalla
- 2016 : Warda w Kteb d'Ahmed Rjeb (invitée d'honneur)
- 2019 : Ali Chouerreb (saison 2) de Madih Belaïd : Halima
- 2020 : Galb El Dhib (ar) de Bassem Hamraoui : Zezia
- 2021 :
  - L'Espion de Rabii Tekali : Khadija Chams alias Djo
  - Aicha Fell de Mohamed Ali Saïdane et Abdelaziz Hafdhaoui : Zbaida
- 2021-2022 : El Foundou de Saoussen Jemni : mère de Joseph
- 2022 : Baraa de Mourad Ben Cheikh et Sami Fehri : Selma la voyante
- 2023 : Capitaine Majed de Mohamed Ali Mihoub : Chagra
- 2024 :
  - Pharmacie d'Amine Beldi : Latifa
  - Beb Rezk de Heifel Ben Youssef : Saïda
- 2025 : Oued El Bey de Raouia Marmouch[3]

#### Émissions
- 2013 : Taxi (épisode 1) sur Ettounsiya TV
- 2014 : L'anglizi (épisode 22) sur Tunisna TV

## Théâtre
- 1995 : Ammar Bu Al Zour, texte d'Ahmed Mokhtar El Hédi et mise en scène de Youssef Ben Youssef
- 2015 : Kaâb El Ghazal (Talon de gazelle), texte et mise en scène d'Ali Yahyaoui[4]